# Dope (zespół muzyczny)
Dope – amerykański zespół industrial metalowy z Villa Parku, który został założony w 1997 w Chicago.

## Historia
Zespół został założony przez autora tekstów i wokalistę Edsela Dope’a w 1997. Jako dziecko Edsel i jego brat Simon, zostali rozdzieleni, gdy ich rodzice się rozwiedli. Kiedy dorośli, połączyli się ponownie i Simon dołączył do zespołu Edsela, grając na klawiszach. Bracia następnie przyjęli Trippa Eisena jako gitarzystę, Prestona Nasha jako perkusistę, i Aceya Slade’a jako basistę.
W przeciwieństwie do wielu popularnych zespołów z 1990, Dope wywodzi swoje brzmienie z wpływów hardrockowych zespołów i połączyli to z brzmieniem industrial rocka.
We wczesnych latach, grupa sprzedawała narkotyki, aby przetrwać i zakupić instrumenty. Ponadto, nazwa Dope odnosi się do narkotyków i kultury narkotykowej, jak wynika ze wcześniejszych projektów t-shirtów, na których były widoczne igły do iniekcji.

### Felons and Revolutionaries
Felons and Revolutionaries został stworzony po wystąpieniu w nowojorskim klubie, i po wydaniu kilku promocyjnych kaset. Zespół podpisał kontrakt z Epic Records. Album zawierał czternaście utworów, w tym dwa covery pod tytułem: „Fuck tha Police” grupy N.W.A. i „You Spin Me Round (Like a Record)” grupy Dead or Alive, który został użyty w filmie American Psycho. Debonaire był także użyty w filmie Krzyk 3 i w Szybcy i wściekli podczas akcji antyterrorystycznej.
Nagranie na żywo dla utworu Sick zostało nagrane, aby ukazać energię grupy. Pierwszym singlem i nie nagranym na żywo promocyjnym wideo było Everything Sucks, który nie odniósł sukcesu. Drugi singiel – cover You Spin Me Round – zwrócił większą uwagę na zespół; uzyskał 37. miejsce na amerykańskich rockowych stacjach.

### Life
Po sukcesie ich debiutanckiego albumu, Dope zadecydował nagrać nową płytę pod tytułem Life. Zespół zmienił skład; Tripp Eisen opuścił grupę i dołączył do industrial metalowej grupy Static-X, więc Virus, gitarzysta, który był pierwotnie przydzielony do basu, zastąpił go na gitarze w 2000. Acey Slade był przeniesiony na pozycję gitary, kiedy Sloane Jentry zajął miejsce na basie. Na bębnach Preston Nash był także zastąpiony przez Racciego „Sketchy’ego” Shaya.
Dwa single z Life’a; „Now or Never” i „Slipping Away” zajęły 28-ste i 29-te miejsce na rockowych stacjach. Sam album zajął miejsce 180 na liście Billboard i 6-te na Top Heatseekers. Po wydaniu albumu, Simon Dope opuścił grupę, aby rozpocząć karierę jako producent gier wideo.

### Group Therapy
Przez brak promocji dla poprzedniego albumu, rozczarowany zespół opuścił Epic Records i dołączył do Artemis Records – nowojorskiej niezależnej wytwórni płytowej.
Trzeci studyjny album Dope’a został zatytułowany Group Therapy. Jeden utwór z tego albumu – Today is the Day – został użyty jako oficjalny motyw dla World Wrestling Entertainment w październiku 2003. Utwory Falling Away, Bitch, Motivation, Burn i So Low występowały w grach wideo.

### American Apathy
W 2005, Dope zmienił skład po raz kolejny, dołączając nowego basistę – Briksa Milnera. W American Apathy zespół wrócił do mocniejszych dźwięków, podobnych do tych, jakie były na pierwszej płycie, czyli w stylu industrial metalowym. Ostatni, 14-sty utwór – People Are People – był coverem Depeche Mode’a.
Chociaż minęło osiem lat, odkąd zespół został stworzony, i zdołał wydać cztery albumy, American Apathy otrzymał dobre wyniki na listach przebojów. Miał 1-sze miejsce na liście Top Heatseekers, po raz pierwszy w historii zespołu, i także otrzymał jedno z wyższych pozycji na liście Billboard.

### No Regrets
No Regrets jest piątym albumem studyjnym grupy. Album został wydany 10 marca 2009. Zadebiutował na 88-mym miejscu z 6200 kopiami sprzedanymi w pierwszym tygodniu. Ten album jest inny od reszty wydań, choćby w utworach Dirty World, My Funeral i We Are jest powtarzana nazwa albumu. Addiction jest trzecim singlem z tego albumu. Utwór zawiera solówkę gitarową, wykonaną gościnnie przez Zakka Wylde’a.
Jeszcze przed wydaniem albumu, w grze Guitar Hero III: Legends of Rock pojawił się utwór Nothing For Me Here.
Album zawiera cover Billy’ego Idola – Rebel Yell.
Podczas koncertu 12 sierpnia 2011, Edsel Dope zapowiedział to, iż grupa pracuje nad nowym albumem.

## Skład zespołu

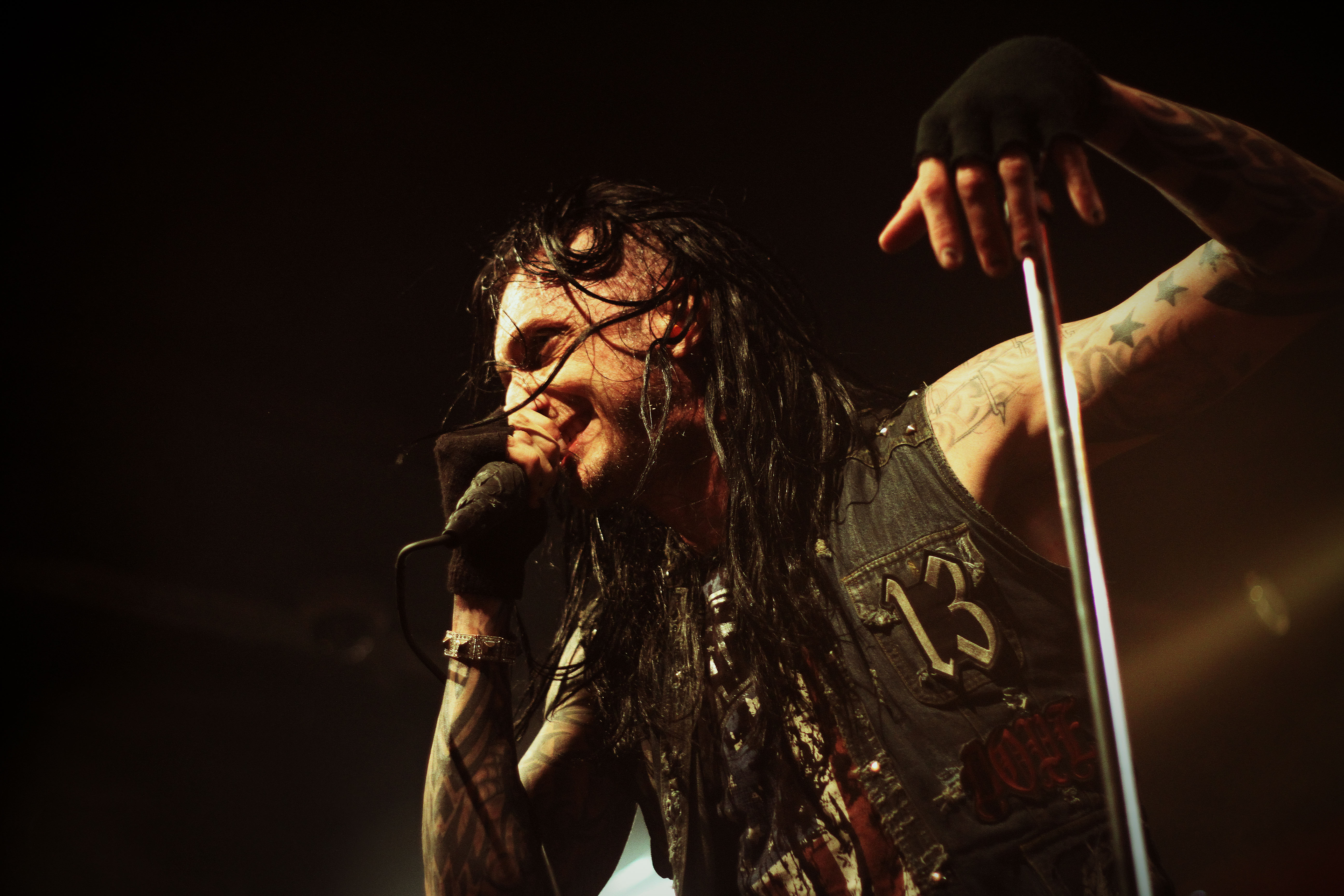
Edsel Dope
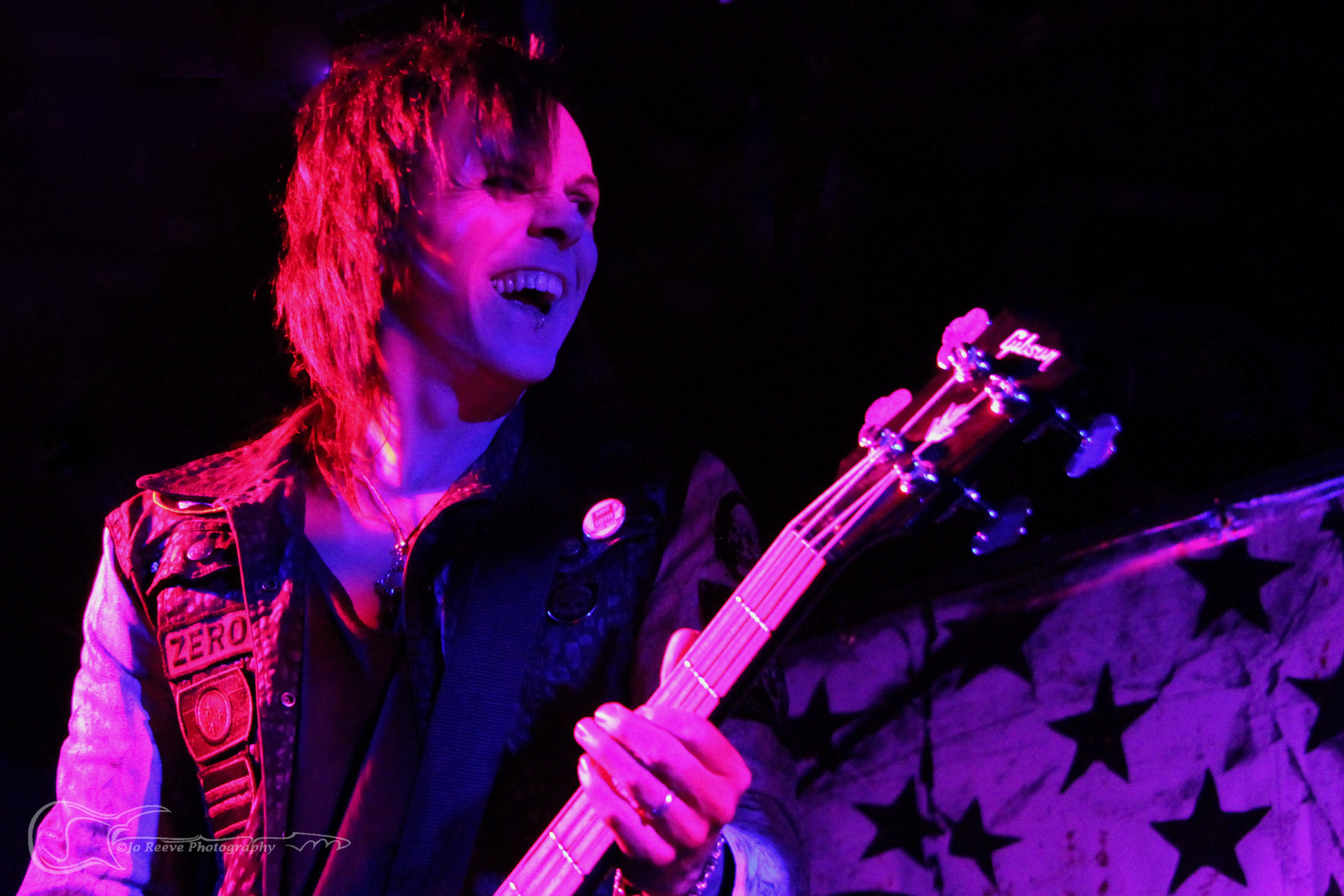
Acey Slade
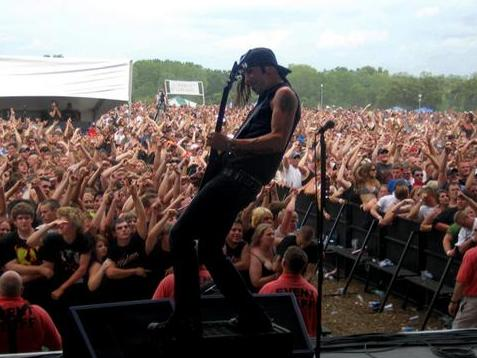
Virus
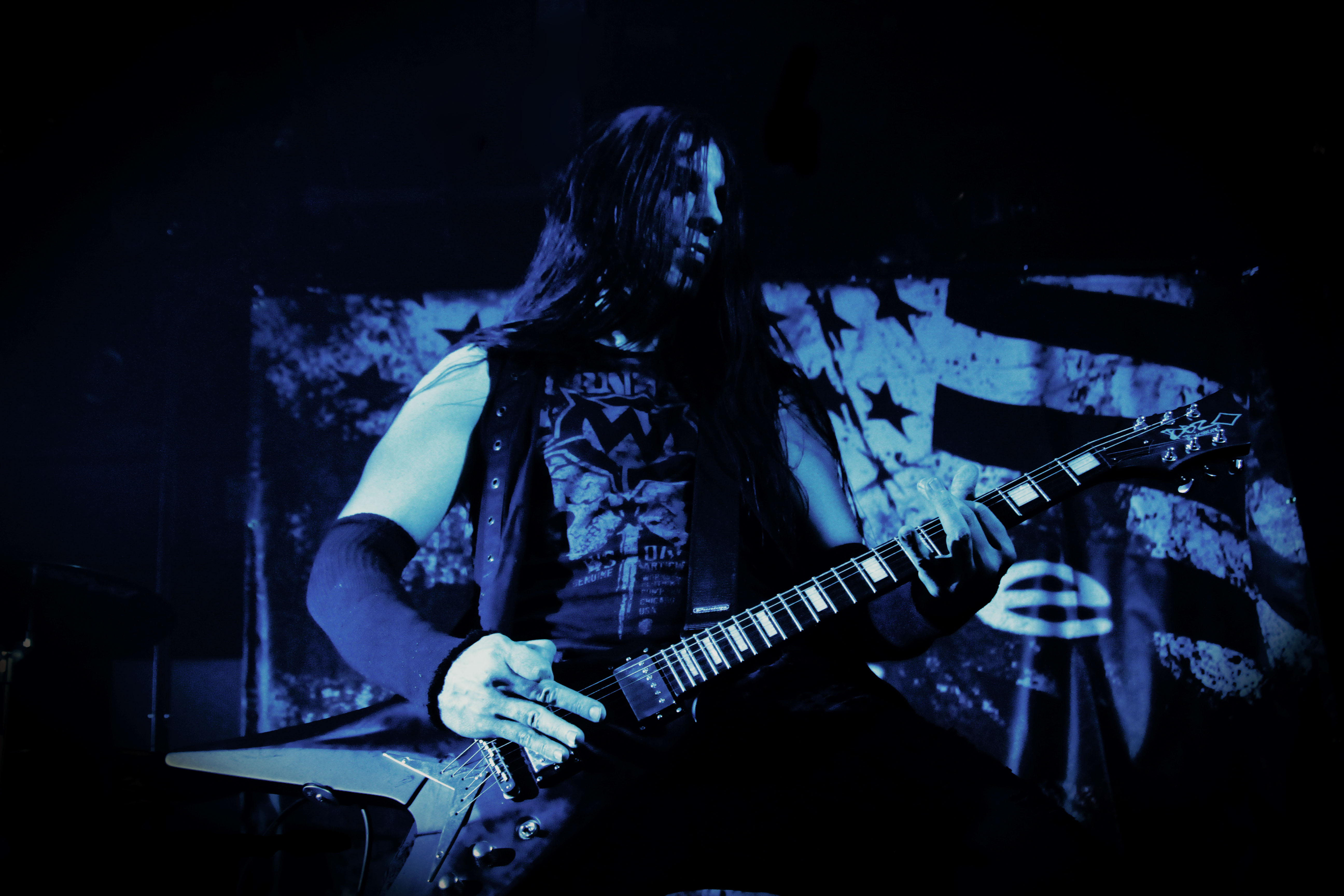
Nick Dibs

### Aktualni członkowie
- Edsel Dope (właśc. Brian Charles Ebejer) – główny wokal, gitara rytmiczna, klawisze, sample (od 1997)
- Virus (właśc. Andre Michel Karkos) – główna gitara, sample, wokale w tle (od 2000)
- Angel Bartolotta (właśc. Andrew Bartolotta) – bębny, perkusja (od 2006)
- Tripp Lee (właśc. Derrick Tribbett) – bass, wokale w tle (od 2006)

### Byli członkowie
- Simon Dope – instrumenty klawiszowe, samplery, perkusja (1997-2001)
- Sloane „Mosey” Jentry – gitara (1997-1999), gitara basowa, chórki (2000-2004)
- Tripp Rex Eisen (właśc. Tod Rex Salvador) – gitara basowa (1999-2000)
- Acey Slade (właśc. Emil John Schmidt IV) – gitara basowa, gitara, chórki (1999-2001)
- Preston Nash – perkusja (1997-2000)
- Adrian Ost – perkusja (2000-2001)
- Racci „Sketchy” Shay – perkusja, gitara basowa (2001-2006)
- Lil' Dan (właśc. Daniel Fox) – perkusja (2006-2007)
- Ben Graves – perkusja podczas koncertów w Japonii (2005)
- Brix Milner – gitara basowa, instrumenty klawiszowe (2005-2006)

## Dyskografia

### Albumy
- Felons and Revolutionaries (1999)
- Life (2001)
- Group Therapy (2003)
- American Apathy (2005)
- No Regrets (2009)
- Blood Money, Part 1 (2016)
- Blood Money, Part ZerO (2023)

### Kompilacje
- Felons for Life (2002, dostępna tylko na koncertach grupy i oficjalnej stronie)

### Single
- Debonaire (1999, album Felons and Revolutionaries)
- Sick (1999, album Felons and Revolutionaries)
- Pig Society (1999, album Felons and Revolutionaries)
- Everything Sucks (2000, album Felons and Revolutionaries)
- You Spin Me 'Round (Like a Record) (2000, późniejsze wydanie albumu Felons and Revolutionaries)
- Now or Never (2001, album Life)
- Slipping Away (2002, album Life)
- I Am (2003, album Group Therapy)
- Rebel Yell (2003, singiel bezalbumowy, wydany później w albumie No Regrets)
- Always (2005, album American Apathy)
- People Are People (2006, album American Apathy)
- Addiction (2009, album No Regrets)